# Callilepis (pająki)
Callilepis – rodzaj pająków z rodziny worczakowatych.
Pająki te mają karapaks z wąską częścią głowową i szeroką, owalną w zarysie częścią tułowiową. Przedni rząd oczu jest nieco krótszy niż tylny, a oczy boczne są większe niż środkowe. W widoku od przodu, oczy pary przednio-środkowej leżą znacznie wyżej niż przednio-bocznej, a pary tylno-środkowej trochę wyżej niż tylno-bocznej. Szczękoczułki mają przednią powierzchnię z pokrytym drobnymi kolcami skośnym pasem, wiodącą krawędź z pojedynczym ząbkiem, a krawędź tylną z przezroczystą blaszką i bez piłkowania. Krótkie szczęki są na przedzie kanciaste. Szerokość trójkątnej wargi dolnej u nasady jest o 10% większa niż jej długość. Owalne sternum ma tylny wierzchołek stępiony i nie wchodzący pomiędzy biodra czwartej pary odnóży krocznych. Opistosomę (odwłok) charakteryzuje brak stożeczka oraz przednia para kądziołków przędnych dłuższa od tylnej.
Takson ten rozprzestrzeniony jest w Europie, palearktycznej Azji, Indiach oraz nearktycznej Ameryce Północnej. W Polsce występuje tylko C. nocturna (zobacz: worczakowate Polski).
Rodzaj ten wprowadzony został w 1874 roku przez Niklasa Westringa. Dotychczas opisano 18 gatunków:
- Callilepis chakanensis Tikader, 1982
- Callilepis chisos Platnick, 1975
- Callilepis concolor Simon, 1914
- Callilepis cretica (Roewer, 1928)
- Callilepis eremella Chamberlin, 1928
- Callilepis gertschi Platnick, 1975
- Callilepis gosoga Chamberlin & Gertsch, 1940
- Callilepis imbecilla (Keyserling, 1887)
- Callilepis ketani Gajbe, 1984
- Callilepis lambai Tikader & Gajbe, 1977
- Callilepis mumai Platnick, 1975
- Callilepis nocturna (Linnaeus, 1758)
- Callilepis pawani Gajbe, 1984
- Callilepis pluto Banks, 1896
- Callilepis rajani Gajbe, 1984
- Callilepis rajasthanica Tikader & Gajbe, 1977
- Callilepis rukminiae Tikader & Gajbe, 1977
- Callilepis schuszteri (Herman, 1879)